# 세계 코스프레 서밋
세계 코스프레 서밋(일본어: 世界コスプレサミット 세카이 코스프레 사밋토[*], World Cosplay Summit, WCS)은 테레비 아이치가 개최하는 코스프레 이벤트이다. 일본의 세계 각국 코스플레이어와의 교류, 및 해외에서의 일본 만화의 인기를 인지하는 것을 목적으로 하고 있다. 매년 개최할 때마다 참가 국과 참가자가 늘어가고 있으며 세계 각국에서 취재가 오기도 한다.
2006년부터 일본 외무성이 후원을 하고 있으며, 2009년부터는 현재의 주최자인 실행위원회가 구성되었다. 2007년, 국토교통성이 소관하는 비지트 재팬 켐페인의 일환으로 인정되었다. 2009년에는 외무성, 나고야 관광 컨벤션 뷰로, 테레비 아이치, 나고야 공항, 오스 상점가로 구성된 세계 코스프레 서밋 실행위원회를 구성했다.
2006년부터 일본 외무성이 후원하고 2009년부터는 주최자인 실행위원회의 구성원이 되었다. 2006년부터는 외무 장관 포상이 수여된다. 2007년 국토 교통성이 소관하는 비지트 재팬 캠페인의 일환으로 인정 받았다. 2009년에는 외무성 나고야 관광 컨벤션 뷰로, 아이치, 나고야 공항, 오스 상점가로 구성된 세계 코스프레 서밋 실행위원회를 설립했다.

### 2003–2007

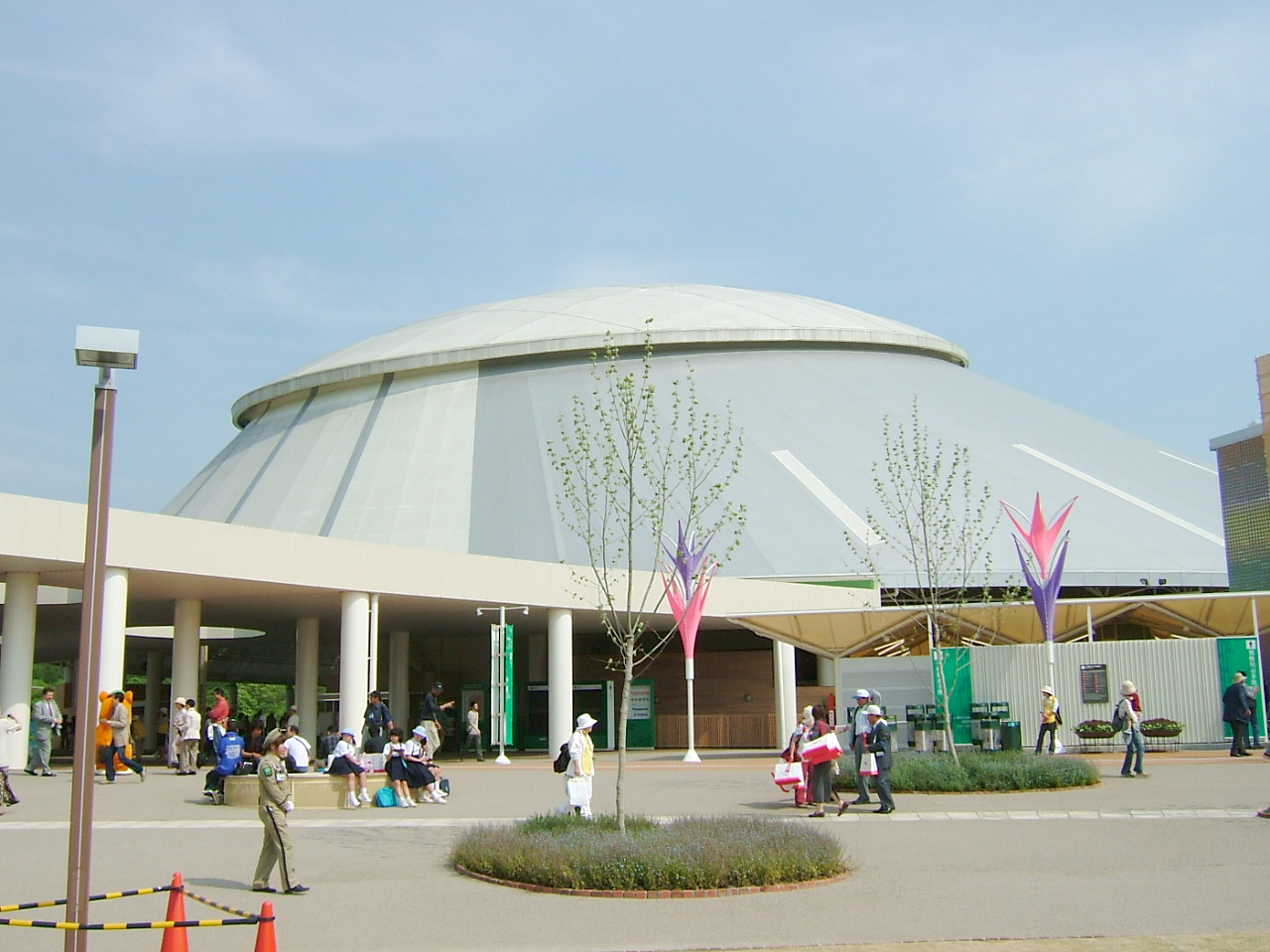
엑스포 돔, 2005년 코스프레 챔피언십 장소

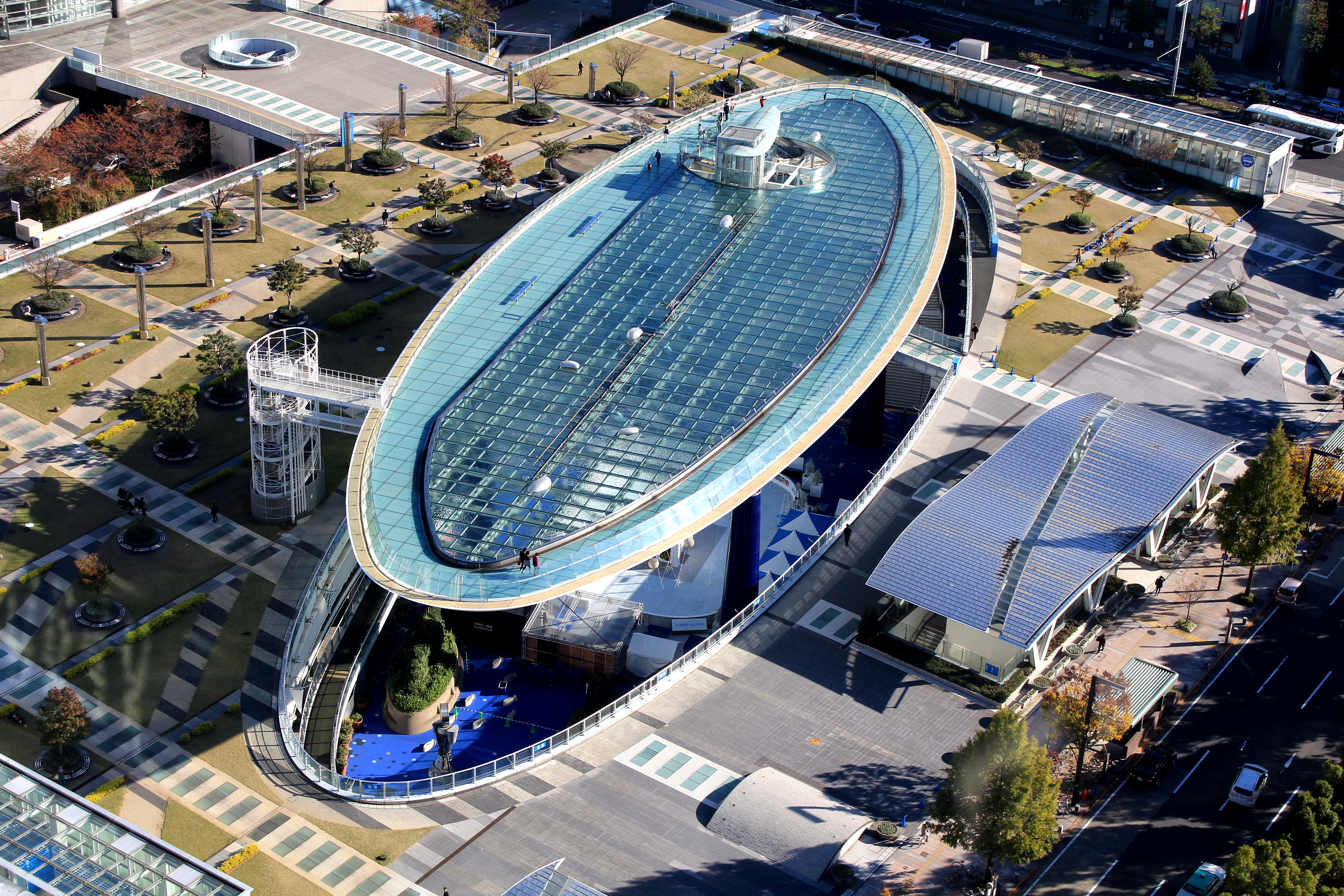
오아시스 21, 2006–2013년 코스프레 챔피언십 장소

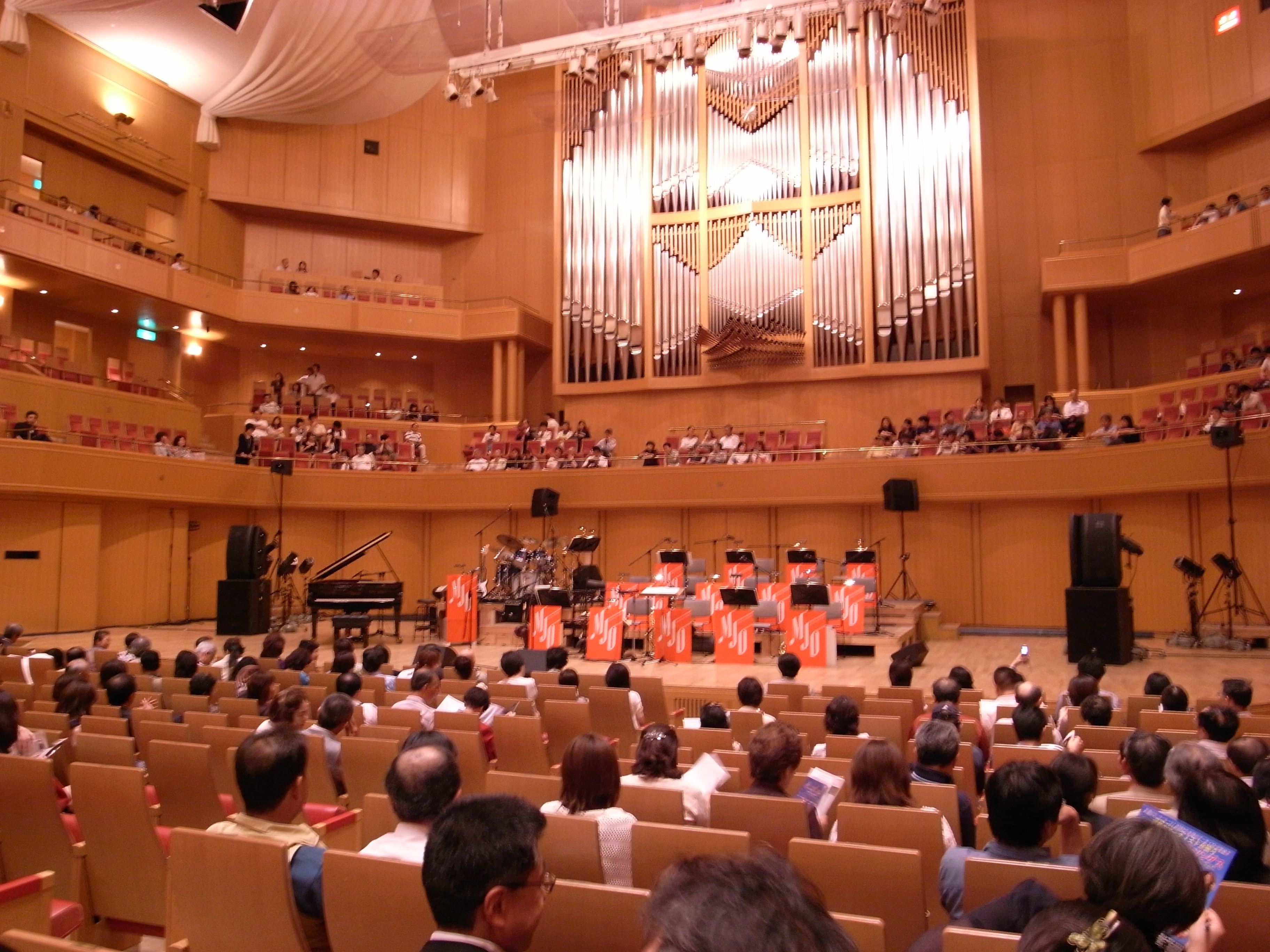
아이치 예술 문화 센터, 2014–2017년 코스프레 챔피언십 장소

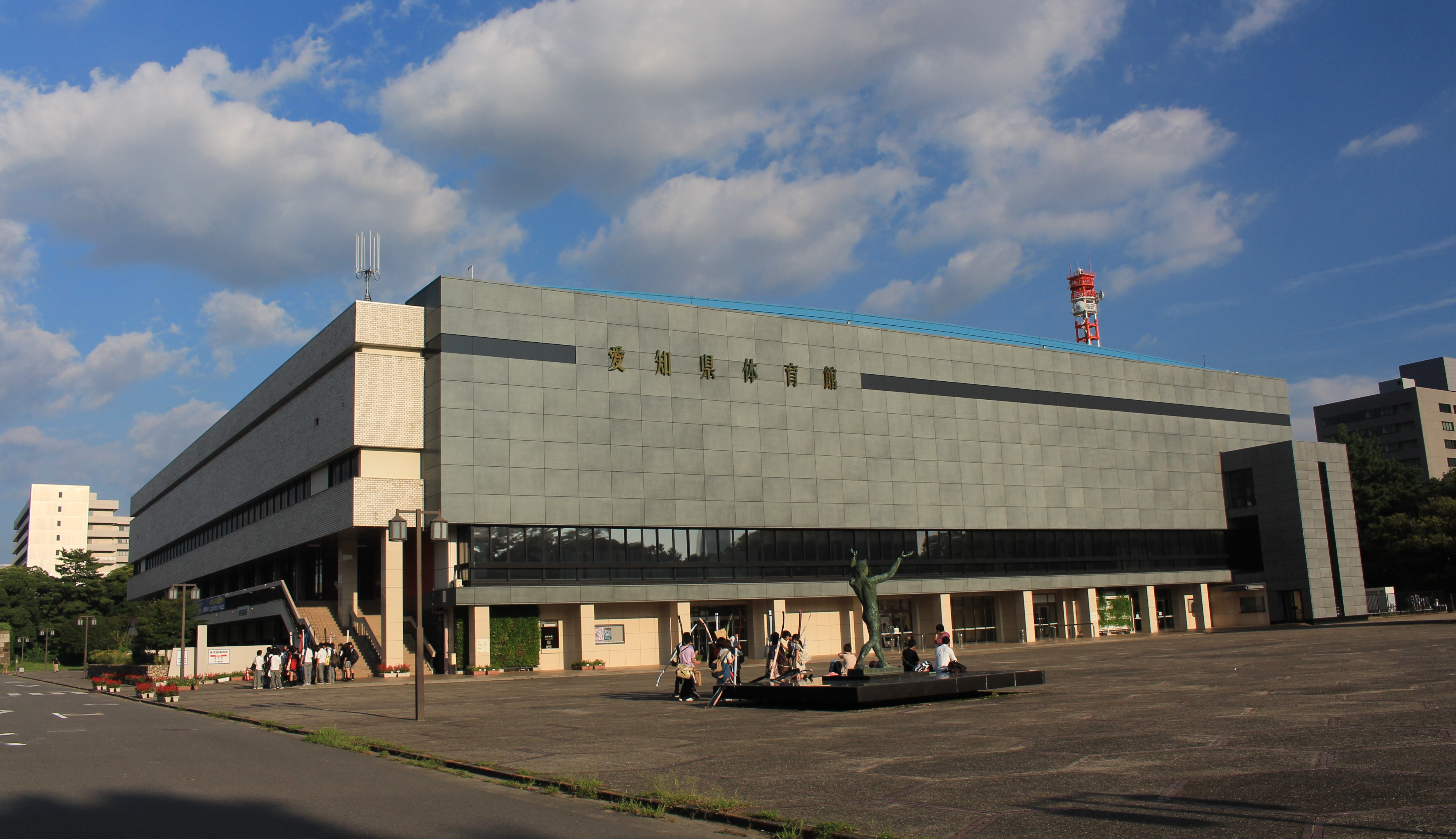
돌핀스 아레나 (아이치현 체육관), 2018년 코스프레 챔피언십 장소

2003년 10월 12일, 첫 행사는 나고야의 로즈 코트 호텔에서 열렸다. 활동에는 패널 토론과 사진 촬영이 포함되었다. 독일, 프랑스, 이탈리아에서 5명의 코스플레이어가 초대되었으며, 프랑크푸르트, 파리, 로마에서 애니메이션과 만화의 현재 상황을 다루는 텔레비전 프로그램인 "만화는 세계의 공통어(MANGAは世界の共通語)"가 제작되어 11월 24일 방영되었다.
2004년 행사는 8월 1일 나카구, 나고야의 오스 상점가에서 열렸다. 8명의 국제 코스플레이어가 초대되었고, 약 100명의 코스플레이어가 첫 오스 코스프레 퍼레이드에 참가했다.
2005년에는 WCS가 초청 시스템에서 전 세계적으로 예선 행사를 개최하는 예선 시스템으로 재편되어 첫 WCS 코스프레 챔피언십이 개최되었다. 단체 및 개인 팀에서 4명의 코스플레이어가 참가국을 대표했다. 지원 활동과 함께 이 행사는 두 가지 주요 장소에서 진행되었다. 코스프레 퍼레이드는 7월 31일 오스에서 열렸고, 코스프레 챔피언십은 2005년 세계 박람회 기간 중 8월 7일 엑스포 돔에서 열렸다. 첫 코스프레 챔피언십에는 7개국 40명이 참가했으며, 프랑스가 단체 부문에서, 이탈리아가 개인 부문에서 우승했으며, 종합 우승은 이탈리아가 차지했다. 이 행사의 초기 목표는 일본 청소년 문화의 일부를 2005년 세계 박람회에 가져오는 것이었다.
2006년에는 코스프레 챔피언십 장소가 사카에, 나고야의 오아시스 21로 옮겨졌다. 이탈리아, 독일, 프랑스, 스페인, 중화인민공화국, 브라질, 태국, 싱가포르, 일본 등 9개국이 참가했으며, 총 22명의 코스플레이어가 참가했다. 대상은 브라질을 대표하는 남매 팀인 마우리시오와 모니카 소멘자리 L. 올리바스가 차지했다. (각각 트리니티 블러드의 휴즈 드 와토와 아우구스타 블라디카로 분장했으며, 부모님의 도움을 받아 의상을 직접 만들었다.) 이 행사는 일본 외무성(MOFA)과 국토교통성(MLIT)의 지원을 받았다. 5,000명 이상의 사람들이 코스프레 챔피언십 무대 행사에 참석했으며, 수천 명이 더 코스프레 퍼레이드에 참석했다. 테레비 아이치는 "월드 코스프레 서밋 2006: 새로운 도전자"를 제작하고 방송했다.
2007년에는 덴마크, 멕시코, 대한민국이 행사에 합류하여 참가국 수가 12개국으로 늘었으며, 총 28명의 코스플레이어가 참가했다. 약 10,000명의 사람들이 코스프레 챔피언십에 참석했다. "월드 코스프레 서밋 2007: 기가 막힌 녀석들이 왔다!(Giza-suge yatsura ga yattekita Z!)"가 TV로 방영되었으며, MLIT의 2007년 "비지트 재팬 캠페인"의 일부가 되었다.

### 2008–2012
2008년, 일본의 오타쿠 문화에 대한 인식이 높아지면서 경제산업성(METI)이 이 행사를 공식적으로 지원하는 세 번째 국가 부처가 되었다. 약 300명의 코스플레이어가 퍼레이드에 참가했다. 13개국에서 총 28명의 대표 코스플레이어가 12,000명의 방문객 앞에서 챔피언십에 참가했다. 테레비 아이치는 WCS 특별 프로그램 "모두의 영웅들이 함께한다!"를 제작하고 방송했다. 일본이 두 개 이상의 국가 대표팀을 보유한 마지막 해였다.

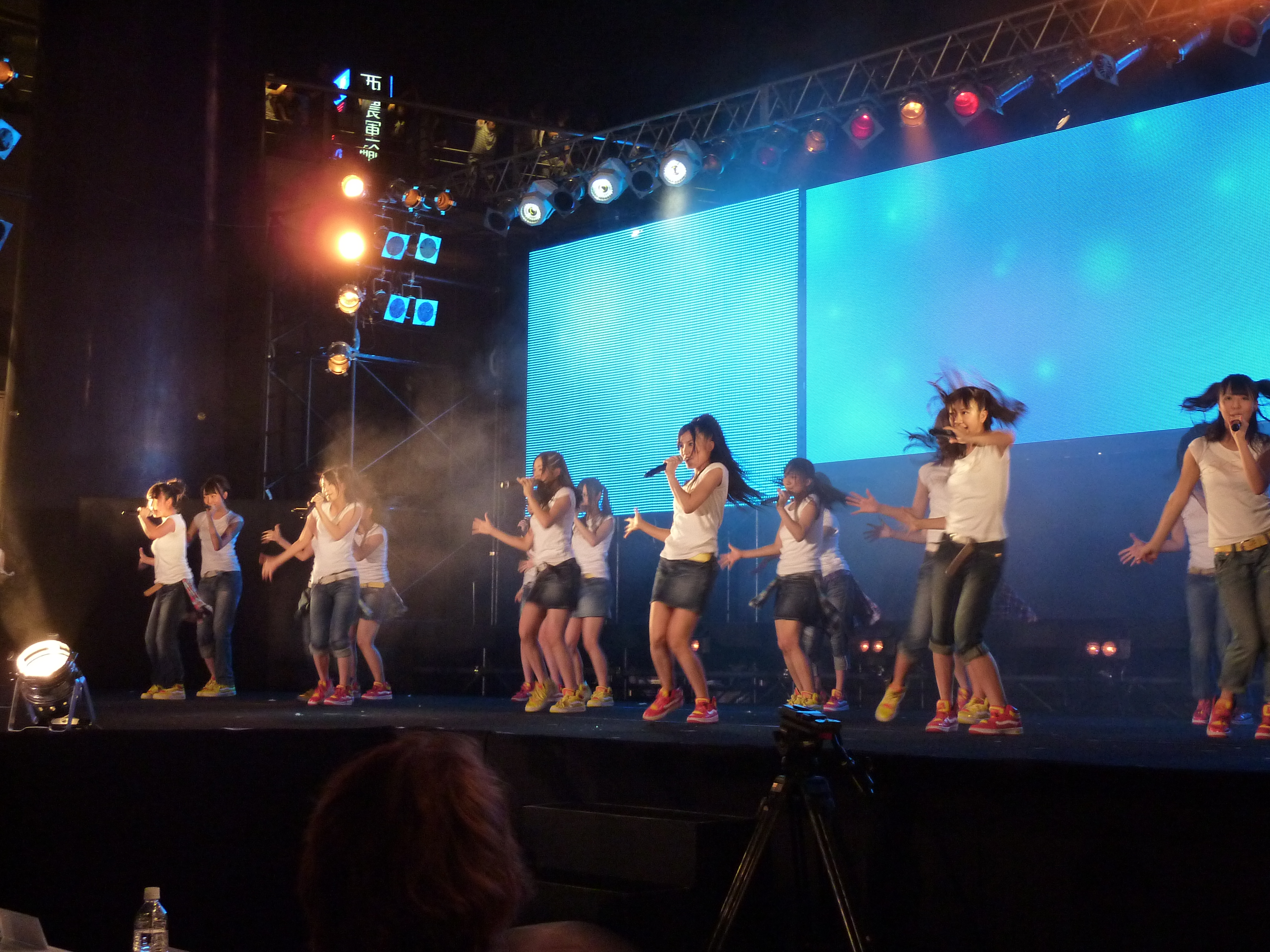
SKE48 팀 KII가 2010년 세계 코스프레 서밋에서 공연한다

2009년 4월, WCS 집행위원회가 행사 개발 및 확장을 관리하기 위해 설립되었다. 퍼레이드는 500명의 코스플레이어로 늘어났고, 오스트레일리아와 핀란드가 새로 참가한 국가로서 15개국 30명의 참가자가 12,000명의 관중 앞에서 코스프레 챔피언십에서 경쟁했다. 첫 국제 심포지엄은 나고야 대학에서 "외향적인 사고: 코스프레의 세계적 영향과 일본에서의 해석"이라는 주제로 개최되었다.
2010년에는 심포지엄이 모드 가쿠엔 스파이럴 타워로 옮겨졌다. 행사의 방문객 수는 89,800명에 달했다.
2011년에는 네덜란드와 말레이시아가 합류하여 총 참가국 수가 17개국으로 늘었다.
2012년에는 영국, 인도네시아, 러시아가 WCS에 경쟁적으로 참가했으며, 홍콩과 중화민국은 옵저버 자격으로 참가하여 총 22개국이 대표되었다. WCS는 10주년을 맞아 12일로 확장되었으며, 기후, 미에, 돗토리, 아이치현청을 공식 방문하고, 이치노미야에서 열린 타나바타 축제 기간 중 두 번째 퍼레이드가 개최되었다. 활동 순서가 변경되어 챔피언십은 토요일에, 퍼레이드는 일요일에 개최되었다.

### 2013–2017
2013년에는 베트남과 필리핀이 옵저버 국가로 합류하여 총 24개국이 되었다. 이 행사는 2009년부터 지역 및 국제 자원봉사자들의 도움을 받아 개최되었지만, 올해부터는 오모테나시(환대) 학생 자원봉사 그룹이 시작되었다. 이것은 TV 아이치의 이벤트 부서를 통해 조직된 10년 후 WCS가 독립적인 회사로 출범한 첫 해였다. 올해부터 세계 코스프레 서밋이 니코니코 동화를 통해 생방송되기 시작했다.
2014년, 챔피언십은 오아시스 21 옆 아이치 예술 문화 센터에서 처음으로 개최되었다. 포르투갈이 참가국으로 선정되었고, 쿠웨이트가 중동에서 처음으로 WCS에 참가하여 총 참가국/지역 수가 26개국으로 늘었다. 메인 행사장인 오아시스 21의 방문객 수는 200,000명을 넘어섰다.
2015년, 챔피언십은 아이치 예술 문화 센터 내 가장 큰 장소인 '더 시어터'로 옮겨졌다. 캐나다와 스웨덴이 옵저버 국가로 포함되면서 참가국/지역 수는 총 28개국이 되었다. WCS가 폐막식 무대에서 수년 전부터 사용하던 노래 "위 아 더 월드"를 사용한 마지막 해이다.
2016년, 인도 (남아시아 최초 국가)와 스위스가 WCS에 합류하여 참가국/지역 수가 30개국으로 늘었다. 이러한 대규모 참가로 인해 챔피언십은 이틀 연속으로 두 단계로 나뉘어 개최되었다. 토요일에 개최된 1단계는 2개 그룹으로 나뉘며, 각 그룹당 8개 팀만이 각 국가의 조직 위원회 (자국에 이해관계가 없는)가 선발하여 다음 라운드에 진출하며, 특별상 (브라더, 니코니코 등)은 선발 직후 배분된다. 나중에 투표가 잘못 집계되어 독일과 대한민국이 가장 적은 점수를 받은 국가들과 같은 점수를 받았다는 사실이 밝혀졌다. 심사위원단은 정의를 위해 두 국가 모두 다음 라운드에 진출하기로 결정했으며, 그 결과 총 18개 팀이 다음 라운드에 진출했다. 일요일에 개최된 2단계에서는 챔피언십 라운드의 메인 이벤트 시작 전에 오후에 모든 팀이 자격을 얻었다. 그들은 의상을 설명하기 위해 위원회와 만나야 했다. 올해부터 세계 코스프레 서밋은 대표자들의 공연 능력을 향상시키기 위해 백스크린 사용을 허용했다. 이 기간 동안 방문객 수는 300,000명을 넘어섰다. WCS 시니어 심사위원인 후루야 토오루가 부른 WCS 공식 주제가인 "We Can Start!!"가 폐막식 무대에서 처음 불렸고, 이후 WCS 행사에서 주제가로 사용되었으며 현재까지 폐막식 무대에서 사용되고 있다.
2017년, WCS 15주년. 나고야시는 "코스프레 호스트 타운"을 선언했다. 벨기에, 칠레, 미얀마, 푸에르토리코, 아랍에미리트가 합류했으며, 쿠웨이트가 철수하여 참가국/지역 수는 34개국이 되었다. 올해부터 WCS는 공연을 위해 일본 실사판의 대화와 시나리오 사용을 허용했다. 챔피언십 최종 무대에서 중화민국과 브라질 참가자들이 무대 위에서 예상치 못한 결혼 프러포즈를 했다.

### 2018–2022
2018년, 불가리아, 코스타리카, 남아프리카 공화국이 WCS에 합류했다. 쿠웨이트는 다시 참가했지만, 푸에르토리코와 아랍에미리트는 대표자를 보낼 수 없어 참가국/지역 수는 36개국이 되었다. 챔피언십은 돌핀스 아레나 체육관에서 단일 스테이지로 개최되었다. 2017년 챔피언십에서 약혼했던 중화민국 코스플레이어들은 웨딩 홀 포토 파티 행사에서 결혼식을 올렸다. 케이크 커팅식 후, 싱가포르 남성 WCS 대표가 예상치 못한 결혼 프러포즈를 하는 또 다른 깜짝 이벤트가 있었다. 처음으로 센트럴 파크 지하 거리에서 야간 퍼레이드 행사가 개최되었다.
2019년, 오스트리아, 이스라엘, 사우디아라비아, 트리니다드 토바고가 WCS에 합류했다. 아랍에미리트는 2018년 불참 후 다시 참가했으며, 쿠웨이트와 푸에르토리코는 올해 대표자를 보낼 수 없어 참가국/지역 수는 40개국이 되었다. WCS 챔피언십은 3단계 행사로 확대되었다. 8월 27일 도쿄 돔 시티 홀에서 열린 도쿄 라운드에서는 코스튬 쇼에서 각 그룹별 최고 득점 2개 팀만이 결선에 즉시 진출하며, 나머지 32개 팀은 다음 라운드에서 경쟁한다. 원래 그룹 3의 멕시코와 코스타리카가 결선에 진출한다고 발표되었으나, 투표 집계 오류로 러시아가 코스타리카보다 더 많은 점수를 얻었다는 사실이 나중에 밝혀졌다. 따라서 러시아는 코스타리카 대신 결선에 진출할 자격을 얻었다. 8월 31일, 웨딩 홀 블루 레만에서 브라이덜 코스프레 파티가 열렸으며, 행사 도중 칠레 출신 남성 WCS 동문 2018년 대표가 예상치 못한 결혼 프러포즈를 했다. 나고야 라운드 (준결승)와 결승 (챔피언십)은 아이치 예술 문화 센터 내 행사장으로 옮겨졌다. 나고야 라운드에서는 스테이지 퍼포먼스 콘테스트를 통한 선발 방식이 적용된다. 16개 팀만이 결선에 진출하여 이전에 결선에 진출한 8개 팀과 경쟁하며, 총 24개 팀이 세계 코스프레 챔피언십에 참가한다. 올해부터 WCS는 유튜브에서 생방송되었지만, 도쿄 라운드와 나고야 라운드만 해당된다.
2020년, 코로나19 범유행으로 인해 코스프레 챔피언십 무대가 취소되었다. 행사 대신, 일본과 전 세계 파트너 조직을 지원하기 위한 24시간 라이브 스트림 모금 행사와 킥스타터 캠페인이 진행되었다. 이 캠페인은 1,100만 엔 이상을 모금했다.
2021년, 콜롬비아, 라트비아, 우크라이나가 WCS에 합류했으며 사우디아라비아는 옵저버로 참가했다. 그러나 코로나19 집합 및 여행 제한으로 인해 콜롬비아, 라트비아, 오스트리아, 중화인민공화국, 대한민국, 트리니다드 토바고, 아랍에미리트, 포르투갈, 덴마크, 미얀마 등 여러 국가/지역이 팀을 보낼 수 없었다. 이로 인해 참가국 수는 30개국이 되었다. WCS 2021은 녹화, 온라인, 대면 행사를 결합하여 활용할 계획이었다. 오아시스 21 단지의 대규모 모자이크 벽화는 많은 캠페인 후원자들의 코스프레 이미지를 묘사하며 주부 국제 공항에 걸렸다. WCS 챔피언십은 페이스북, 니코니코, 유튜브에서 공식적으로, 그리고 빌리빌리, 디스코드, 트위치에서 다양한 언어로 인정된 방송사들을 통해 생방송되었다.
2022년은 WCS 20주년이 되지만, 코로나19 범유행은 계속되고 있으며 2022년 러시아의 우크라이나 침공까지 발생하여 여러 국가/지역이 팀을 보낼 수 없었다. WCS 조직위원회는 WCS 대표들이 스테이지 부문(8월 6일)에 참가하기 위해 일본으로 오는 11개국과 대표를 보낼 수 없는 17개국이 비디오 부문(8월 7일)에 참가하기 위해 비디오를 보낼 것이라고 규정했다. 그러나 동시에 스테이지 부문에 참가한 11개국도 이 행사에 참여할 예정이며, 총 28개국이 된다. 8월 1일, WCS 조직위원회는 핀란드가 스테이지 부문에 대표를 보낼 수 없지만 비디오 부문에는 여전히 참가한다고 발표했다. 그리고 사우디아라비아의 비디오 부문만 참가하는 것은 취소되어 참가국 수가 총 27개국으로 줄었다. WCS 챔피언십 생방송은 트위터와 로시포(비디오 부문만 해당)에 추가되었다. 올해는 WCS가 스테이지 부문과 비디오 부문 두 가지 범주에서 그랜드 챔피언을 배출한 첫 해이며, 동일 국가가 두 범주 모두에서 2위를 차지한 첫 해이다. 이후 9월 3일부터 4일까지 리야드, 사우디아라비아에서 "월드 코스프레 서밋 전시 게이머스8!!"이라는 이름으로 일본 밖에서 처음으로 WCS 전시 행사가 개최된다. 방글라데시, 체코, 이집트, 레바논, 폴란드가 WCSxGamers8 행사에 합류했다(WCS 회원국은 아님). 콜롬비아, 라트비아가 2021년에 할 수 없었던 공동 대표를 처음으로 보냈다. 대표들은 모두 지난 몇 년간의 동문들이며, 가장 최근의 대표와 일부 대표들은 WCS의 직접 초대를 받았다. 이러한 행사에 참가함으로써 WCS는 공식적인 생방송을 하지 않는다.

### 2023-2025
2023년, 오스트리아, 말레이시아, 포르투갈이 2021년 불참 후 다시 참가했다. WCS 조직위원회는 이전처럼 스테이지 공연만으로 대회를 치르기로 했다. 34개국/지역이 참가한다고 발표되었지만, 나중에 필리핀이 대회에서 철수하여 참가국/지역 수가 33개국으로 줄었다. 이후 8월 28-28일, 리야드, 사우디아라비아에서 "월드 코스프레 서밋이 지원하는 게이머스8 코스프레 컵"이라는 WCS 전시회가 다시 개최되었다. 아르헨티나, 방글라데시, 크로아티아, 체코, 헝가리, 이라크, 모리셔스, 몽골, 모로코, 파나마, 페루, 카타르, 세르비아, 슬로바키아가 WCSxGamers8 행사에 합류했다(WCS 회원국은 아님). 미얀마가 2019년에 할 수 없었던 공동 대표를 처음으로 보냈으며, 참가국/지역 수가 45개국으로 늘었다. 이 대회는 여전히 WCS 대회 규칙을 준수하지만, 이 대회에서는 각 국가 대표가 서구 미디어의 대화와 시나리오 사용을 허용했다. 이는 일본 미디어에서만 허용되는 일반적인 규칙과 다르다. 그리고 올해는 WCS 공식 유튜브 채널이 사우디아라비아에서 열린 대회를 일본에서 열린 WCS 챔피언십과 마찬가지로 생방송한 첫 해이다. 그러나 일부 문제로 인해 레바논 대표는 무대에서 공연할 수 없지만, 모든 국가 대표와 함께 무대 활동에는 계속 참여한다.
2024년, WCS 조직위원회는 비디오 부문이 돌아오며 월드 시네마틱 코스프레 서밋으로 이름이 변경되고 6월 8-9일에 온라인 행사 대회로 전환되며 페이스북, 트위치, X (트위터) 및 유튜브에서 공식적으로 생방송될 것이라고 발표했다. 반면 WCS 챔피언십은 8월 원래 일정대로 유지된다. 참가국은 19개 원년 회원국을 포함한다. 첫날은 와일드카드 그룹에서 상위 5개 대표를 선발하여 다음 날 19개 회원국과 경쟁하는 대회였다. 각 국가는 1개 이상의 팀을 보낼 수 있었지만, 결국 하위 2개 팀이 같은 점수를 얻어 6개 대표로 대회가 끝났다. WCCS 챔피언십 우승팀은 8월 WCS 행사에 초청된다. 체코와 몽골이 WCS 회원국으로 합류하여 참가국/지역 수는 36개국이 되었다.
2025년, 볼리비아, 페루, 폴란드가 WCS에 합류했다.

## 예선 대회, 조직 및 행사
다음 대회, 조직 및 행사는 2005년부터 각국의 코스프레 챔피언십 대표를 선정하기 위한 예선 대회를 개최하거나 조직했다.
- 오스트레일리아: SMASH! (시드니)
- 오스트리아: 아니나이트 (빈)
- 방글라데시: 방글라데시 코스플레이어 협회 – BAC (다카)
- 벨기에: 메이드 인 아시아 (브뤼셀)
- 불가리아: 애니벤처 코믹콘 (소피아)
- 브라질: JBC 편집사 / 페스티벌 도 자파오 (상파울루)
- 캐나다: 오타쿠톤 (몬트리올)
- 중화인민공화국: 하웰 국제 무역 박람회 유한회사 (베이징시)
- 칠레: AEX 산티아고 (산티아고)
- 콜롬비아: 클릭 온 디자인 LTDA (보고타)
- 코스타리카: 콘-X 컨벤션 (산호세 (코스타리카))
- 체코: 아니메페스트 (브르노)
- 덴마크: J-팝콘 (코펜하겐)
- 이집트: EGYcon (카이로)
- 핀란드: 코스프레 핀란드 투어 / 트라콘 (탐페레)
- 프랑스: 재팬 엑스포 수드 (마르세유)
- 독일: 콘니치 (카셀)
- 홍콩: C3 (홍콩)
- 인도: 윈터 코스프레 원더랜드 2 (추모우케디마, 나갈랜드주)
- 인도네시아: 인도네시아 코스프레 그랑프리 (자카르타)
- 이탈리아: 로믹스 (로마)
- 일본: 코스산 (도쿄도)
- 쿠웨이트: 플라모 콘 (2014) / 코믹 콘 쿠웨이트 (2017) (쿠웨이트시티)
- 라트비아: 유니콘 – 라트비아 코믹 콘 (리가)
- 말레이시아: 월드 코스프레 서밋 말레이시아 (쿠알라룸푸르)
- 멕시코: 엑스포-TNT (멕시코시티)
- 미얀마: WCS 미얀마 예선 (만달레)
- 네덜란드: 아니메콘 (헤이그)
- 필리핀: 아니메 얼라이언스 필리핀 (마닐라)
- 포르투갈: 이베라니메 (2014) (리스본)
- 푸에르토리코: 푸에르토리코 코믹 콘 (2017) (산후안 (푸에르토리코))
- 러시아: 히노데 (모스크바)
- 싱가포르: 애니메 페스티벌 아시아 (싱가포르)
- 남아프리카 공화국: 아이콘CGC (하우텡주)
- 대한민국: 삼성 에버랜드 / 원더 코스프레 페스티벌 (서울특별시)
- 스페인: FICOMIC / 살롱 델 망가 (피코믹([[:es:{{{3}}}|스페인어판]]) / 바르셀로나 만화 살롱) (바르셀로나)
- 스웨덴: 코믹 콘 스톡홀름 (스톡홀름)
- 스위스: 폴리망가 (몽트뢰)
- 중화민국: 쁘띠 판타지 (타이베이시)
- 태국: COSCOM / 오리노스 BKK / 아시아 코믹 콘 / 코스프레 그랑프리 / 재팬 엑스포 / WCS 태국 예선 바이 GYu 크리에이티브 (2019년–현재) (방콕)
- 트리니다드 토바고: 앨리어스 엔터테인먼트 엑스포 (투나푸나)
- 영국: MCM 코믹 콘 런던 (런던)
- 미국: 아니메 엑스포 (로스앤젤레스)
- 베트남: 터치 FES (호찌민시)

## 이전 예선 대회, 조직 및 행사
- 오스트레일리아: 애니마니아 (시드니) (2009–2013)
- 불가리아: 아니메S 엑스포 (소피아) (2018-2024)
- 중화인민공화국: 항저우 트루 디자인 컴퍼니 유한회사 (2005–2007)
- 프랑스: 에피타니메 (2005)
- 인도: 인디아 게이밍 쇼 재팬 파빌리온 (2017) (델리)
- 인도: 인디아 게이밍 쇼 사우스 재팬 파빌리온 (2018) (벵갈루루)
- 일본: 코스프레 페스타 (도쿄 돔 시티) (도쿄도, 2006–2008)
- 일본: 오사카성 밴드셸 레이어드 XTRM (오사카시, 2007)
- 일본: 코스플레이어 JAM 레볼루션 (오사카시, 2008)
- 일본: 닛폰바시 스트리트 페스타 (오사카시)
- 싱가포르: 코스페스트 (싱가포르) (2006–2017)
- 태국: 네기보세 태국 (2006–2016) / 오이시 그룹 (2010–2015 네기보세 태국과 공동 조직) (방콕)
- 미국: 뉴욕 아니메 페스티벌 (2008, 2009) (뉴욕)
- 미국: 파니메콘 (2010) (산호세 (캘리포니아주))
- 미국: AM2 (2011) (애너하임)
- 미국: 카츠콘 (2012) (워싱턴 D.C.)
- 미국: 아니메 센트럴 (시카고)

## 다른 국제 코스프레 대회
세계 코스프레 서밋 외에 다른 국제 코스프레 대회는 다음과 같다.
- 중국 국제 만화 애니메이션 축제 (CICAF) / 차이나 코스프레 슈퍼 쇼 (CCSS) (항저우시, 중화인민공화국)
- 클라라 카우 코스프레 컵 (C4) (로테르담, 네덜란드) (2022년 마지막 개최)
- 코스프레 월드 마스터스 (CWM) (리스본, 포르투갈)
- 유로 코스프레 챔피언십 (유로코스) (런던, 영국) (현재 코스프레 센트럴 크라운 챔피언십과 통합)
- 익스트림 코스프레 개더링 (이전 유러피안 코스프레 개더링) (ECG) (파리, 프랑스)
- 경기 국제 코스프레 페스티벌 (GICOF) (대한민국)
- 국제 코스프레 리그 (ICL) (마드리드, 스페인)
- 노르딕 코스프레 챔피언십 (NCC) (스웨덴)
- 야마토 코스프레 컵 인터내셔널 (YCCI) (상파울루, 브라질)

## 같이 보기
- 코스프레